# CD電人 ロカビリー天国
『CD電人 ロカビリー天国』（シーディーでんじん ロカビリーてんごく）は、1993年7月30日にハドソンから発売されたPCエンジン用横スクロールシューティングゲーム。北米では『Super Air Zonk: Rockabilly-Paradise』のタイトルで発売された。

## 概要
同社の『原人シリーズ』第6作目であり、『PC電人』（1992年）の続編である。
2007年にWii用ソフトとしてバーチャルコンソールにて配信された。

## ゲーム内容
CD電人「ゲンヘッド」を操作し、敵を倒しながらステージを進んでいき、最後に待ち受けるボスを倒すことでステージクリアとなる。ステージをクリアしていき、ワンタントン（キングタマーゴ・サンドロビッチ伯爵）を倒すことが目的である。
基本的なシステムは前作を踏襲しているが、Iボタンでオプションとなる仲間（フォース）との分離、合体が可能となった。
攻撃方法としては、IIボタンで発射される「ショット」（長押しで連射）、背後に敵が回り込むと自動で発動する「バックファイヤ」、必殺技「ウンチボム」があり、ウンチボムは10秒以上ショットを撃ち続けると充填され、ストック（残機）表示が点滅している状態でIIボタンを離すと発射される仕様となった。
前作で多用されていたラインスクロールを使った奥行き表現が無くなってしまいトータルでのグラフィックレベルは前作よりグレードダウンしている。

## 仲間・アイテム・バネ花

### 仲間（フォース）
敵に捕まっているところを救出することで仲間にすることができ、以後Iボタンで任意に合体・分離することができるようになる。
- トロフォース
  - ステージウミに登場する。合体することで「ガッテンダー」に変身する。
- ヘリフォース
  - ステージカモに登場する。合体することで「プロペランダー」に変身する。
- カメフォース
  - ステージヨウサイに登場する。合体することで「ガメランダー」に変身する。
- ウタフォース
  - ステージTVに登場する。合体することで「ウナルンダー」に変身する。
- フネフォース
  - ステージダブルヘッドに登場する。合体することで「センカンダー」に変身する。
- スペフォース
  - ステージムーンヘッドに登場する。合体することで「サテライダー」に変身する。
- ユーフォース
  - ステージキングに登場する。合体することで「エンバンダー」に変身できる。

### アイテム
- ニコチャンマーク
  - 100個集めるとストックが1UPする。
- デカニコチャン
  - ニコチャンマーク10個分の価値。
- 電人マーク
  - ストックが1UPする。
- ほにゅうびん
  - ミニ電人に変身する。ミニ電人のときに取ると元に戻る。
- 肉
  - ゲンヘッドが1段階パワーアップする。最初は第3段階までしかパワーアップできないが、条件を満たすと第4～5段階に変身することができる。ダメージを受けると1段階ずつパワーダウンしていき、初期状態でダメージを受けるとストックを1つ失う。
    - ゲンヘッド1号 - 第1段階。
    - ゲンヘッド2号 - 第2段階（初期状態）。
    - ゲンヘッド3号 - 第3段階。
    - デンジンマン - 第4段階。
    - 電獣ガウス - 第5段階。

### バネ花
触れるとアイテムが出現する。ショットを当てると色が変化する（黄→ピンク→緑→青）。途中で色が変わらなくなり、スカ蜘蛛が現れゲンヘッドをしつこく追いかけ回す。
- 黄色 - ニコチャンマークを出す。
- ピンク - 肉を出す。
- 緑 - ニコチャンマークをたくさん出しながら上昇する。
- 青 - 電人マークを出す。
- 点滅 - ほにゅうびんを出す。

## 挿入歌
オープニングテーマ「CD電人 ロカビリー天国の唄」
- 作詞：阿部K助／作曲：ティーズミュージック（平木登直）／歌：柴田真人（ハドソン）

コンティニューのテーマ「CD電人 苦悩のテーマ」
- 作詞：あだちひろし／作曲：ティーズミュージック（平木登直）／歌：蒔苗妙子

エンディングテーマ「ロカビリーだよCD電人」
- 作詞：青木コブ太／作曲：ティーズミュージック（平木登直）／歌：堀尾孝文（ハドソン）

## スタッフ
- プロデューサー：青山英治、小林正樹
- すごいディレクター：松永智史
- ディレクター：伊井人
- スーパーバイザー：堀尾孝文
- スキスキスー：三井啓介
- マッチョマン：邱志強
- キャラクターデザイン：僕久保、中村純、もらおかもら、あだちひろし、青木コブ太、阿部K助
- プログラム：高野務
- グラフィック：谷迫優子、中村宏、牧野紀夫
- サウンドプロデュース：佐藤真一郎、平木登直
- オープニングの唄：柴田真人
- コンティニューの唄：蒔苗妙子
- エンディングの唄：堀尾孝文
- 叫んだ人：ロバート・M・ティンベッロ
- ラ・マン：前田一恵
- スペシャルサンクス：湯沢河童、飯塚博、小林一美、松岡一郎、二郎、三郎

## 移植版
| No. | タイトル                                                  | 発売日                       | 対応機種 | 開発元   | 発売元   | メディア                              | 型式 | 備考 |
| --- | --------------------------------------------------------- | ---------------------------- | -------- | -------- | -------- | ------------------------------------- | ---- | ---- |
| 1   | Super Air Zonk: Rockabilly-Paradise CD電人 ロカビリー天国 | 2007年11月19日 2008年1月29日 | Wii      | デュアル | ハドソン | ダウンロード （バーチャルコンソール） | -    |      |

## 評価
ゲーム誌『ファミコン通信』の「クロスレビュー」では、7・6・7・7の合計27点（満40点）、『月刊PCエンジン』では75・70・85・80・80の平均78点（満100点）、『電撃PCエンジン』では65・65・70・60の平均65点（満100点）、『PC Engine FAN』の読者投票による「ゲーム通信簿」での評価は以下の通りとなっており、19.9点（満30点）となっている。
| 項目 | キャラクタ | 音楽 | 操作性 | 熱中度 | お買得度 | オリジナリティ | 総合 |
| 得点 | 3.7        | 3.4  | 3.2    | 3.5    | 3.1      | 3.1            | 19.9 |